# Falbesoner Bach
Der Falbesoner Bach ist ein linker Zufluss der Ruetz in den Stubaier Alpen in Tirol.

## Lauf und Landschaft
Der Falbesoner Bach entspringt dem Hochmoosferner in rund 2835 m. Kurz darauf durchfließt er den Falbesoner See und verläuft anschließend in nordöstlicher Richtung mäandrierend durch ein relativ sanft abfallendes Trogtal mit dem Hohen Moos, einem Hochmoor. Bei der Neuen Regensburger Hütte stürzt er in einem Wasserfall über eine Steilstufe ab. Danach wendet er sich in einem Bogen nach Südosten, passiert die Falbesoner Ochsenalm und erreicht bei Falbeson den Talboden des Stubaitals, wo er von links in die Ruetz mündet.

## Einzugsgebiet
Das Einzugsgebiet des Falbesoner Bachs beträgt 13,8 km², davon sind 2,4 km² (18 %) vergletschert (Stand 1988). Der höchste Punkt im Einzugsgebiet ist die Ruderhofspitze mit 3474 m ü. A.

## Ökologie
Der Falbesoner Bach liegt großteils im Ruhegebiet Stubaier Alpen. Ufer- und Sohldynamik sind im gesamten Verlauf natürlich. Der ökologische Zustand wird im Großteil des Verlaufs als sehr gut, auf den letzten 500 Metern vor der Mündung als unbefriedigend eingestuft.